# Elián González

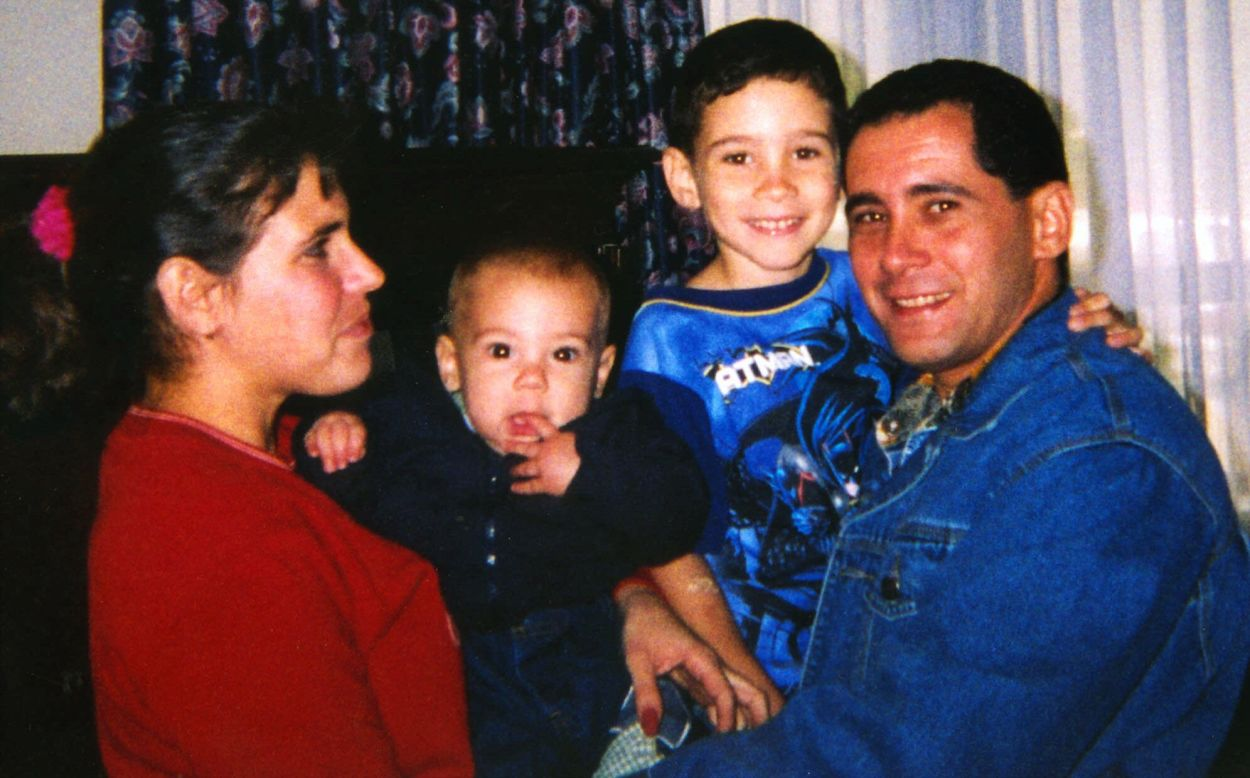
Elián González återförenas med sin far och andra familjemedlemmar, 2000.

Elián González, född 6 december 1993 i Cárdenas, Matanzas, är en kubansk medborgare vilken som pojke år 2000 blev uppmärksammad världen över när en vårdnadstvist om honom, mellan å ena sidan hans far Juan Miguel González i Kuba och å andra sidan släktingar på mammans sida som flyttat till Florida (främst bland dem Juan Miguels farbror Lazaro González), utvecklades till ett politiskt spörsmål mellan regeringarna i Kuba respektive USA.
I november 1999 hade Eliáns mor Elizabeth Broton tagit med sig sin son då hon tillsammans med en grupp andra människor tog sig med båt från Kuba till Florida. Båten sjönk på vägen och de flesta ombord drunknade, bland dem Eliáns mamma. Elián kom senare att hamna hos släktingar i Miami som vägrade lämna ut honom då fadern begärde att han skulle få sonen tillbaka. Fidel Castro engagerade sig personligen på faderns sida efter att ha tagit del av materialet i fallet. Förhandlingarna hamnade snart på regeringsnivå. 
President Clinton förklarade att USA skulle uppfylla sin del av utlämningsavtalen med Kuba och rätta sig efter beslutet i en amerikansk domstol om att Elián skulle få återförenas med sin far. Släktingarna i Miami vägrade dock att acceptera detta och den 22 april 2000 hämtades pojken med tvång av polis i det hus i Miami där han hölls av släktingar. Aktionen blev mycket uppmärksammad. Direkt efter fritagandet av Elián flögs han till Washington där han kunde återförenas med sin far som tillsammans med sin fru Nersy Carmenate och Eliáns halvsyskon Hianny rest till USA. En kort tid efter återföreningen lämnade familjen USA. 
Sedan dess lever Elián med sin far i Kuba. Hans födelsedagar har flera gånger bevistats av Fidel och Raúl Castro.
Det har även gjorts en film om Elian som heter A Family in Crisis- the Elian Gonzalez Story. Den walesiska rockgruppen Manic Street Preachers skrev om fallet i låten Baby Elián på skivan Know Your Enemy från 2001.  